# Giovanna Viarengo
Giovanna Viarengo (Torino, 10 febbraio 1915 – ...) è stata una velocista e lunghista italiana.

## Biografia
Tra il 1930 e il 1931 fu cinque volte campionessa italiana assoluta in quattro differenti specialità: una nei 60 metri piani, una negli 80 metri piani, due nei 100 metri piani e una nel salto in lungo. Nel 1932 conquistò invece la medaglia d'argento nei 60 metri piani ai campionati italiani di Venezia.
Vestì quattro volte la maglia della nazionale italiana tra il 1930 e il 1933, anche in occasione delle Olimpiadi della Grazia che si tennero a Firenze nel 1931. Qui conquistò la medaglia d'argento nella staffetta 4×75 metri insieme a Lidia Bongiovanni, Maria Bravin e Tina Steiner con il tempo di 39"2, ma durante le semifinali le quattro atlete corsero in 38"4, facendo registrare il nuovo record italiano.
Conquistò altri record italiani nei 60 e 100 metri piani e nella staffetta 4×100 metri, prima, nel 1930, con la squadra della Società Ginnastica Torino e poi, nel 1931, insieme alle connazionali che avevano già conquistato con lei il record della 4×75 metri.

## Record nazionali
- 60 metri piani: 7"8 ( Genova, 12 luglio 1931)
- 100 metri piani:
  - 12"9 ( Praga, 6 settembre 1930) - ufficioso
  - 12"8 ( Genova, 12 luglio 1931)
  - 12"8 ( Królewska Huta, 9 agosto 1931)
- Staffetta 4×75 metri: 38"4 ( Firenze, 30 maggio 1931), con Lidia Bongiovanni, Maria Bravin e Tina Steiner (squadra nazionale)
- Staffetta 4×100 metri:
  - 52"6 ( Praga, 7 settembre 1930), con Lidia Bongiovanni, Tina Steiner e Maria Bravin (squadra nazionale)
  - 51"9 ( Królewska Huta, 8 agosto 1931), con Tina Steiner, Lidia Bongiovanni e Maria Bravin (squadra nazionale)

## Palmarès
| Anno | Manifestazione         | Sede    | Evento            | Risultato  | Prestazione | Note |
| ---- | ---------------------- | ------- | ----------------- | ---------- | ----------- | ---- |
| 1931 | Olimpiadi della Grazia | Firenze | 60 m              | Semifinale | n/d         |      |
| 1931 | Olimpiadi della Grazia | Firenze | Staffetta 4×75 m  | Argento    | 39"2        |      |
| 1931 | Olimpiadi della Grazia | Firenze | Staffetta 4×100 m | Semifinale | n/d         |      |
| 1931 | Olimpiadi della Grazia | Firenze | Staffetta svedese | 4ª         | 57"0        |      |

## Campionati nazionali
- 1 volta campionessa italiana assoluta dei 60 metri piani (1931)
- 1 volta campionessa italiana assoluta degli 80 metri piani (1931)
- 2 volte campionessa italiana assoluta dei 100 metri piani (1930, 1931)
- 1 volta campionessa italiana assoluta del salto in lungo (1930)

1930
- Oro ai campionati italiani femminili assoluti, 100 metri piani - 13"6
- Oro ai campionati italiani femminili assoluti, salto in lungo - 4,75 m

1931
- Oro ai campionati italiani femminili assoluti, 60 metri piani - 8"4
- Oro ai campionati italiani femminili assoluti, 80 metri piani - 10"6
- Oro ai campionati italiani femminili assoluti, 100 metri piani - 13"6

1932
- Argento ai campionati italiani femminili assoluti, 60 metri piani - 8"2
- Bronzo ai campionati italiani assoluti, staffetta 4x100 m